# Argiope truk
Argiope truk är en spindelart som beskrevs av Claude Lévi 1983. Argiope truk ingår i släktet Argiope och familjen hjulspindlar. Inga underarter finns listade i Catalogue of Life.